# バレーボールマカオ男子代表
バレーボールマカオ男子代表は、バレーボールの国際大会で編成されるマカオの男子バレーボールナショナルチームである。

## 歴史
1986年に国際バレーボール連盟へ加盟。ポルトガル植民地時代に第9回大会の1997年アジア選手権に初出場。1999年中国返還後のマカオになってからの出場はまだない。
マカオの国内オリンピック委員会はIOCに承認されていないため、オリンピックに出場することはできないが、世界選手権大陸予選には出場しており、2010年1月付のFIVBランキングは89位に付けている。

## 過去の成績

### 世界選手権の成績
- 2006年 - アジア予選敗退
- 2010年 - アジア予選敗退

### アジア選手権の成績
- 1997年 - 16位